# 金享植
金 享植（キム・ヒョンシク、朝鮮語: 김형식）は、朝鮮民主主義人民共和国の政治家。朝鮮労働党法務部長、朝鮮労働党中央委員会政治局委員候補。

## 経歴
朝鮮労働党第8回党大会以前の経歴は不明である。2021年1月5日に開幕した第8回党大会では大会執行部に選挙された。大会最終日の1月10日に党中央委員会委員に選出され、同日開催された党中央委員会第8期第1回総会で党中央委員会政治局委員候補、新設された法務部長に任命された。